# Jandira Mendes Trindade

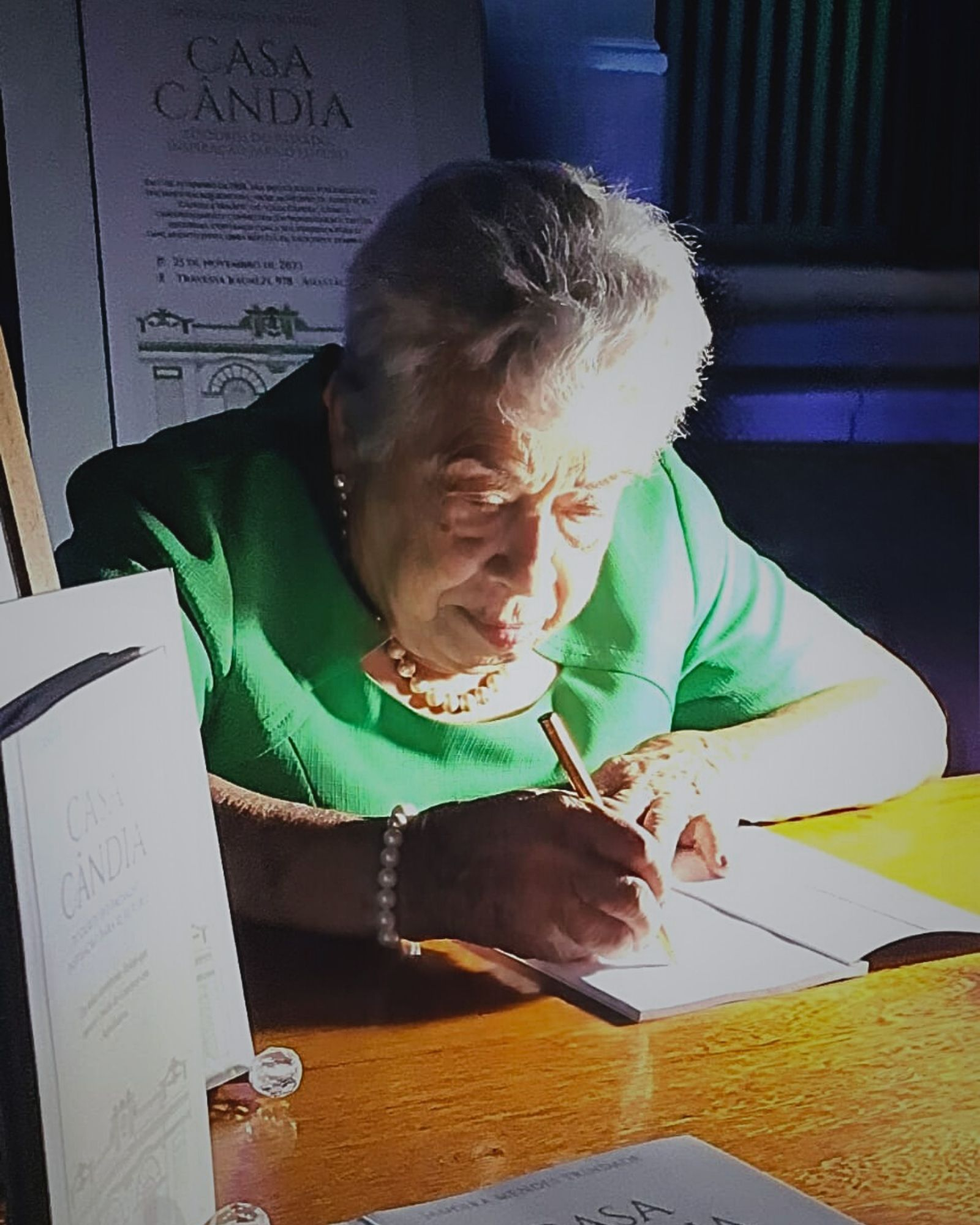
Jandira Mendes Trindade. Escritora Pantaneira.

Jandira Mendes Trindade (Aquidauana, 2 de março de 1933) é uma escritora brasileira.

## Biografia
Filha de Armando Figueiró Trindade e Hercília Mendes Trindade, é a primogênita entre as irmãs escritoras e poetisas da Família Trindade, composta por Aglay Trindade Nantes, Dóris Mendes Trindade e Jandira. A Família Trindade, hoje conhecida pela história contada no site Essencialmente Pantaneiras se tornou, um sinônimo de cultura e preservação da memória pantaneira.
Seus primeiros anos de estudo foram no Colégio das Irmãs Vicentinas, em Aquidauana, e o ensino ginasial foi concluído no Colégio Santa Marcelina, em São Paulo, onde aprendeu a tocar piano e a desenvolver trabalhos manuais. Em 1950, retornou a Aquidauana e passou a trabalhar ao lado de seu pai na Casa Cândia, tradicional loja inaugurada em 1908 na cidade vizinha, Anastácio. Desde então, Jandira se tornou a alma do estabelecimento, onde segue atuando ativamente até os dias de hoje.
Mais do que comerciante visionária, Jandira é uma cronista talentosa, que encontrou na escrita um meio de eternizar as memórias e histórias do povo pantaneiro. Incentivada por sua amiga Sandra Falcão Leal, passou a publicar crônicas no jornal O Pantaneiro, transformando o cotidiano da região em literatura viva. Suas reflexões ganharam forma no livro "Meu Lugar é Aqui", publicado em 2008 pela Fundação de Cultura do MS, uma coletânea de crônicas que retratam a vida em Aquidauana.

## Legado
Seu legado literário e histórico foi reconhecido em junho de 2021, quando foi convocada para ocupar a cadeira 19 da Academia Feminina de Letras e Artes de Mato Grosso do Sul (AFLAMS), consolidando sua importância como uma das principais vozes culturais do estado.
Mesmo após décadas dedicadas à escrita, Jandira continua produzindo novas crônicas para O Pantaneiro e já prepara seu próximo livro. Seu legado transcende palavras — é uma guardiã da memória de Aquidauana, uma ponte entre o passado e o presente, garantindo que as histórias da região jamais se percam no tempo.